# IMIDRO
IMIDRO est une entreprise métallurgique et sidérurgique iranienne. Elle est également présent dans le secteur du ciment.